# I Like You Hysteric
I Like You Hysteric je české indie popové duo založené v Praze roku 2009. Formace je tvořena Andrzejem Palcem (ex Roe-Deer) a Markem Kedziorem (ex Dorian Gray's Prostitutes).

## Historie
Symbolicky na Silvestra 2009 vydávají Andrzej Palec a Marek Kedzior původně jako projekt I Like You Hysteric své první EP Something to Remember. Na podzim 2010 jej následuje EP Whatever, koncertně se však představili až na jaře 2011, kdy vyjíždějí na své první turné a projekt se tak přemění v regulérní kapelu. Na postu bubeníka hostuje postupně Jiří Cmunt, Petr Matoušek a Sebastian Balon. Na EP nahrávkách se za bicím představil Jan Janečka. Poslední EP The Pigs Are Alright vydává kapela 11. 11. 2011 a jeho balení mini CD doplňují přiložené pastelky. Všechna EP jsou k dostání i poslechu na webu kapely.
V roce 2013 se duo umístilo na 5. místě českého YouTube Festu se singlem The Year of the Tiger a díky výhře si zahrálo na festivalu Rock for People. V roce 2015 si zahráli s kapelou Interpol a v roce 2016 s The Neighbourhood, oba koncerty se konaly v Lucerna Music baru v Praze. I Like You Hysteric pravidelně koncertují na festivalech i samostatně jak v České republice, tak v zahraničí – v Rakousku, Polsku a na Slovensku.
Skladba Spikey také vyšla na soundtracku a zazněla v českém filmu Křídla Vánoc režisérky Karin Babinské.

## Členové
- Andrzej Palec – zpěv, baskytara, kytara, tamburína, syntezátor
- Marek Kedzior – kytara, baskytara, doprovodný zpěv, tamburína, syntezátor

## Diskografie
- Something to Remember, EP 2009
- Whatever, EP 2010
- The Pigs Are Alright, EP 2011
- Křídla Vánoc, OST 2013

## Videoklipy
- Goodbye Audrey, 2010

- The Year of the Tiger, 2012